# Un ménage explosif
Pour plus de détails, voir Fiche technique et Distribution.
Un ménage explosif ou Attachement filial au Québec (titre original : Roommates) est un film américain réalisé par Peter Yates  et sorti en 1995.

## Fiche technique
- Titre original : Roommates
- Titre français : Un ménage explosif
- Titre québécois : Attachement filial
- Réalisation : Peter Yates
- Scénario : Max Apple (short story, story, screenplay) et Stephen Metcalfe (en)
- Photographie : Mike Southon
- Montage : Seth Flaum, John Tintori
- Musique : Elmer Bernstein
- Directeur artistique : Jefferson Sage
- Décors : Dan Bishop, Douglas Higgins
- Décorateur de plateau : Dianna Freas
- Costumes : Linda Donahue
- Maquillage : Barbie Palmer (key makeup artist)
- Producteurs : Robert W. Cort (en), Ted Field, Scott Kroopf
- Producteurs exécutifs : Ira Halberstadt, Adam Leipzig (en)
- Producteur associé : Max Apple
- Sociétés de production : Hollywood Pictures, Interscope Communications, Nomura Babcock & Brown, PolyGram Filmed Entertainment
- Budget : 22 000 000 USD[1]
- Recette :
  -  États-Unis : 12 100 000 USD
  -  Mondial : 300 000 USD (sauf USA)
  -  Mondial : 12 400 000 USD
- Pays d'origine :  États-Unis
- Année : 1995
- Langue originale : anglais
- Format : couleur (Technicolor) – 35 mm – 1,85:1 – stéréo – Dolby Digital
- Genre : Comédie dramatique
- Durée : 108 minutes (1 h 48)
- Dates de sortie : 
  -  États-Unis : 3 mars 1995

## Distribution
- Peter Falk (V. F. : Serge Sauvion) : Rocky Holzcek
- D. B. Sweeney (V. F. : Renaud Marx) : Michael Holzcek
- Julianne Moore (V. F. : Rafaèle Moutier) : Beth Holzcek
- Ellen Burstyn : Judith
- Jan Rubes : Bolek Krupa
- Joyce Reehling : Barbara
- Ernie Sabella : Stash
- John Cunningham : Burt Shook
- Noah Fleiss : Michael, à 5 ans
- Lisa Davis : Betty
- David Tom : Michael, à 15 ans
- Lillian Misko-Coury : vendeuse à la boulangerie
- Kate Young : Nun
- Noah Abrams : Stavinski
- Ilana Levine : E.R. Nurse
- Scott Cohen : Attending Intern
- Pattie Carlson : Second E.R. Nurse
- Adrienne Wodenka : Third E.R. Nurse
- Daniel Corbin Cox : Attending Physician
- Joel de la Fuente : Toby
- Raymond Wong : Deng
- Wanqing Wu : Zhang

## Récompenses et distinctions

### Nominations
- Oscar 1996 : 
  - Meilleurs maquillages et coiffures pour Greg Cannom, Robert Laden, Colleen Callaghan
- Young Artist Awards 1996 : 
  - Meilleure actrice de moins de 10 ans dans un film pour Courtney Chase